# Appointment with His Majesty
Appointment With His Majesty – dwudziesty pierwszy album studyjny Burning Speara, jamajskiego wykonawcy muzyki reggae.
Płyta została wydana 5 sierpnia 1997 roku przez amerykańską wytwórnię Heartbeat Records; w Europie ukazała się nakładem francuskiego labelu Musidisc Records. Nagrania zarejestrowane zostały w studiu Grove Recording w Ocho Rios. Ich produkcją zajęła się Sonia Rodney, żona artysty. Spearowi akompaniowali muzycy sesyjni z założonej przez niego grupy The Burning Band.
30 sierpnia 1997 roku album osiągnął 10. miejsce w cotygodniowym zestawieniu najlepszych albumów reggae magazynu Billboard (ogółem był notowany na liście przez 9 tygodni).
W roku 1998 krążek został nominowany do nagrody Grammy w kategorii najlepszy album reggae. Była to siódma nominacja do tej statuetki w karierze muzyka.
Album doczekał się dwóch reedycji, wydanych przez jamajską wytwórnię Jahmin' Records w roku 2000 oraz przez Burning Music, własną wytwórnię Speara, w roku 2005.

## Lista utworów
1. "Appointment With His Majesty"
2. "Play Jerry"
3. "Reggae Physician"
4. "Music"
5. "African Jamaican"
6. "Loving You"
7. "My Island"
8. "Don't Sell Out"
9. "Commercial Development"
10. "Glory Be To Jah"
11. "Clean It Up"
12. "Come In Peace"

## Muzycy
- Rupert Bent – gitara
- Ian "Beezy" Coleman – gitara
- Linvall Jarrett – gitara rytmiczna
- Trevor McKenzie – gitara basowa
- Colin Elliot – gitara basowa
- Num Amun'Tehu – perkusja
- Tony Williams – perkusja
- Nelson Miller – perkusja
- Winston Rodney – perkusja
- Uziah "Sticky" Thompson – perkusja
- Stephen Stewart – keyboard
- Barry O'Hare – keyboard
- Robert Lynn – keyboard
- Tony Greene – saksofon
- Howard "Saxy" Messam – saksofon
- Ronald "Nambo" Robinson – puzon
- Junior "Chico" Chin – trąbka
- James Smith – trąbka
- Yvonne Patrick – chórki
- Sharon Gordon – chórki